# Stokke kommun
Stokke kommun (norska: Stokke kommune) var en kommun i Vestfold fylke i sydöstra Norge. Kommunen gränsade i väster mot Andebu kommun, i norr mot Re kommun, i öster mot Nøtterøy och Tønsbergs kommuner samt i söder mot Sandefjords kommun. Centralort var tätorten Stokke.
Landskapet i området är småkuperat och åsarna är skogklädda. Huvudsakligen med barrskog men även omfattande partier av lövskog förekommer. Högsta punkt är Høgståsen (171 m ö.h.). Mot öster gränsade Stokke kommun mot Tønsbergfjorden. Åtta öar med en sammanlagd area på 1,1 km² tillhörde Stokke kommun.
I Stokke kommun låg tätorterna Stokke (2 881 invånare år 2009) som var kommunens centralort, Melsomvik (1 664 invånare) och en del av Vear (2 276 invånare i Stokke kommun och 1 228 i Tønsbergs kommun). Stokke station är en järnvägsstation på Vestfoldbanan.

## Administrativ historik
Stokke kommun grundades, liksom alla Norges kommuner, den 1 januari 1838. På den tiden tillhörde öarna Håøya och Veierland Stokke kommun, men de överfördes senare, 1901 respektive 1965 till Nøtterøy kommun. En viss gränsjustering mellan Stokke och Sems kommuner skedde 1967.
Inom ramen för den pågående kommunreformen i Norge införlivades Stokke kommun den 1 januari 2017 i Sandefjords kommun.

## Befolkningsutveckling
Befolkningsutveckling 1951–2010, det vertikala röda strecket markerar gränsändringar. (källa: SSB: Befolkningsstatistikk)

## Bilder

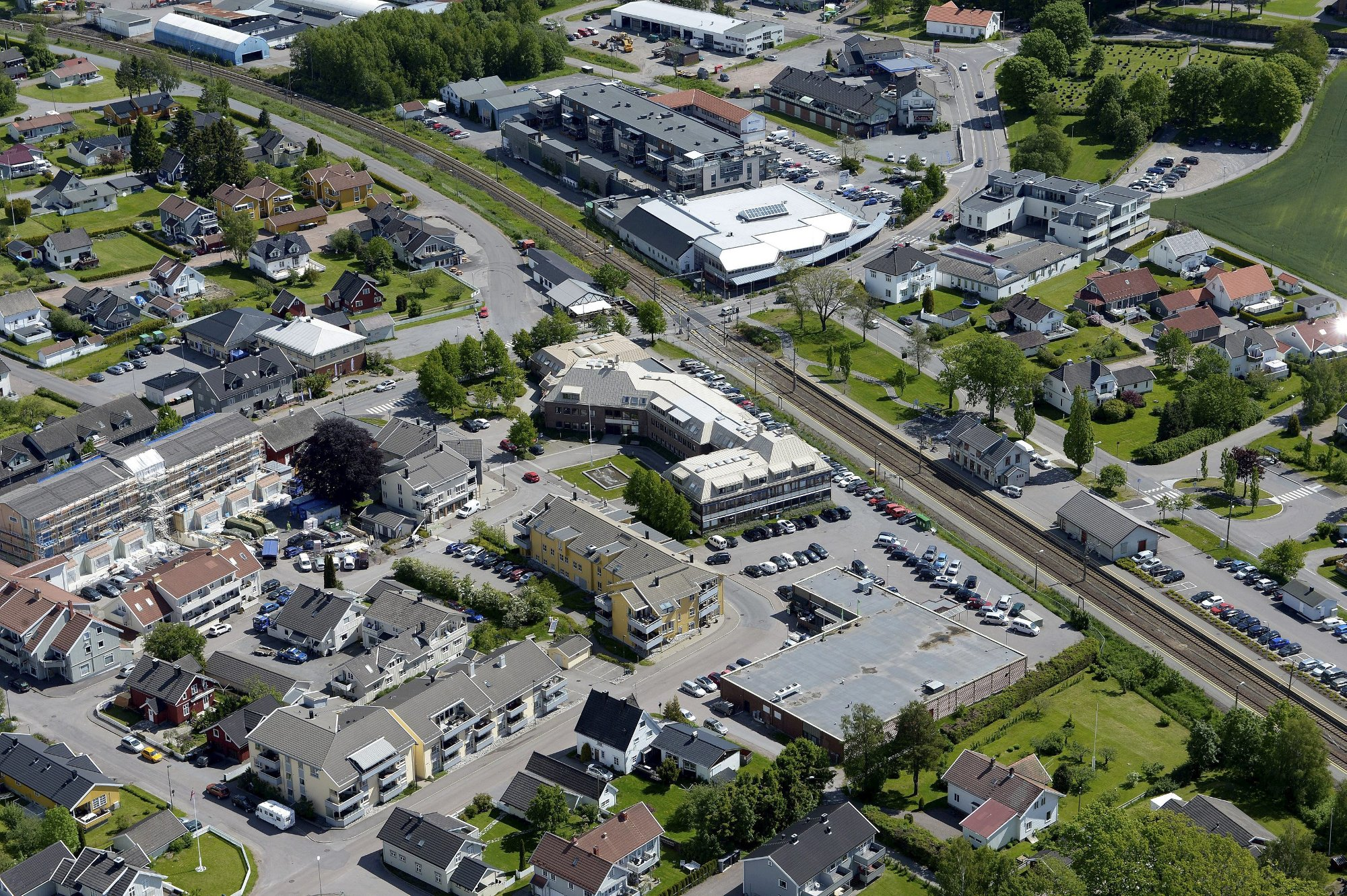
Stokke.
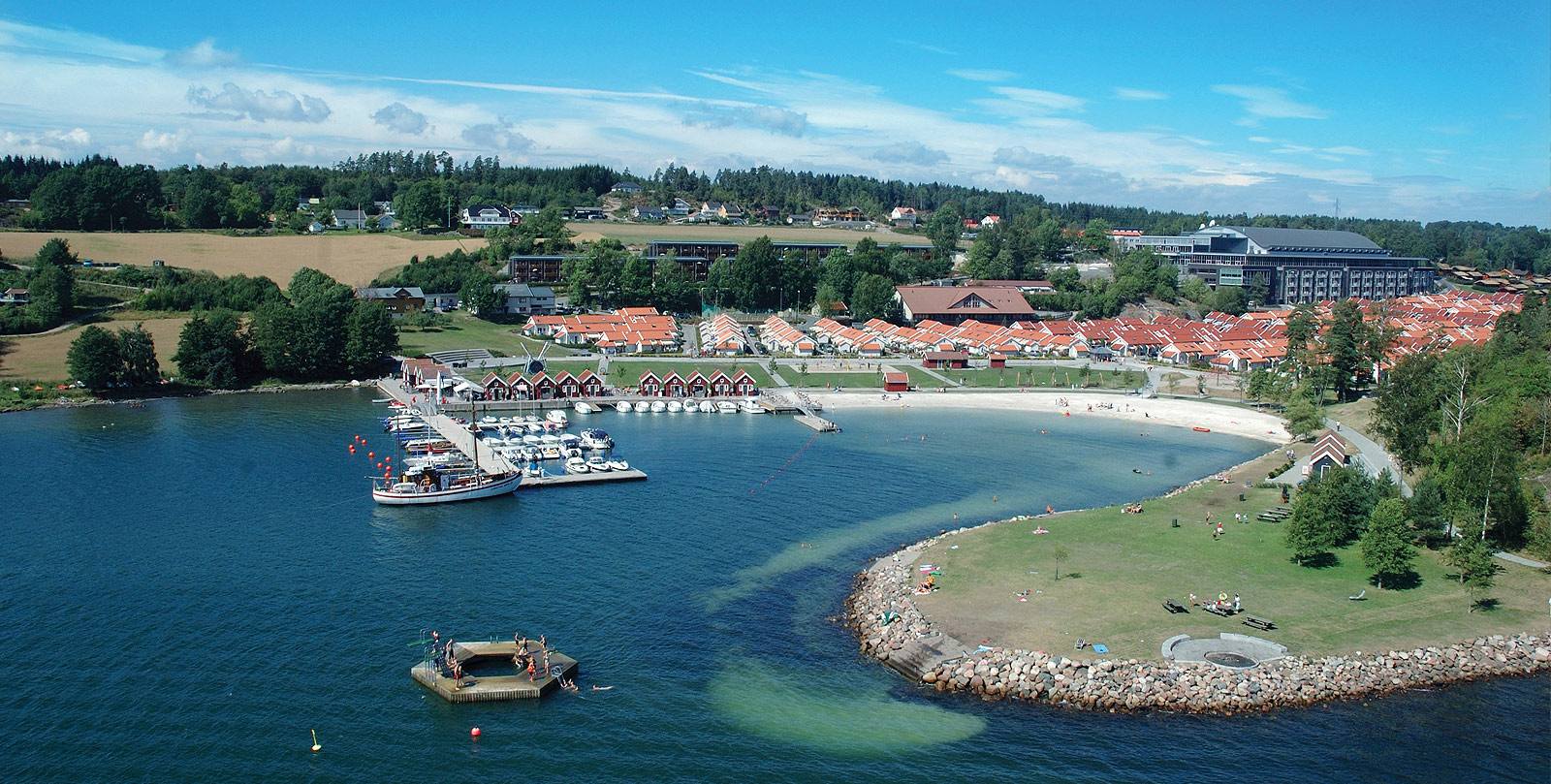
Oslofjord Convention Center vid Tønsbergfjorden i Brunstad.